# Saint-Moreil
Saint-Moreil település Franciaországban, Creuse megyében. Lakosainak száma 218 fő (2022. január 1.). Saint-Moreil Auriat, Saint-Junien-la-Bregère, Saint-Priest-Palus, Cheissoux és Saint-Julien-le-Petit községekkel határos.

## Népesség
A település népessége az elmúlt években az alábbi módon változott:
| Lakosok száma | 475  | 325  | 287  | 274  | 227  | 221  | 219  | 215  | 215  | 218  |
|               | 1968 | 1982 | 1990 | 2006 | 2013 | 2015 | 2017 | 2019 | 2020 | 2022 |